# Campionati mondiali di short track 1984
La IV edizione dei Campionati mondiali di short track (World Short Track Speed Skating Championships), ufficialmente organizzati con tale denominazione dalla International Skating Union (Federazione internazionale di pattinaggio su ghiaccio), si è tenuta nel marzo del 1984 a Peterborough nel Regno Unito.

## Risultati
| Gara      | Uomini                                                               | Donne                                                                            |                                                                               |                                                                          |                                                                        |                                                                                |
| Gara      | Oro                                                                  | Argento                                                                          | Bronzo                                                                        | Oro                                                                      | Argento                                                                | Bronzo                                                                         |
| --------- | -------------------------------------------------------------------- | -------------------------------------------------------------------------------- | ----------------------------------------------------------------------------- | ------------------------------------------------------------------------ | ---------------------------------------------------------------------- | ------------------------------------------------------------------------------ |
| Generale  | Guy Daignault                                                        | Tatsuyoshi Ishihara                                                              | Michel Daignault                                                              | Mariko Kinoshita                                                         | Sylvie Daigle                                                          | Bonnie Blair Nathalie Lambert                                                  |
| 500 m     | Guy Daignault                                                        | Michel Daignault                                                                 | David Besteman                                                                | Mariko Kinoshita                                                         | Sylvie Daigle                                                          | Hiromi Takeuchi                                                                |
| 1000 m    | Tatsuyoshi Ishitara                                                  | Guy Daignault                                                                    | Michel Daignault                                                              | Bonnie Blair                                                             | Marie-José Martin                                                      | Nathalie Lambert                                                               |
| 1500 m    | Yuichi Akasaka                                                       | Wilfred O'Reilly                                                                 | Danny Kah                                                                     | Eiko Shishii                                                             | Mariko Kinoshita                                                       | Lydia Stephans                                                                 |
| 3000 m    | Guy Daignault                                                        | Tatsuyoshi Ishihara                                                              | Michel Daignault                                                              | Sylvie Daigle                                                            | Nathalie Lambert                                                       | Lydia Stephans                                                                 |
| Staffetta | Canada Guy Daignault Michel Daignault Michel Delisle Robert Dubreuil | Regno Unito Stuart Horsepool Stuart Pass Wilfred O'Reilly Gary Rudd Robert Blair | Paesi Bassi Charles Veldhoven Menno Boelsma Ger Boelsma Jaco Mos Joroen Otter | Canada Sylvie Daigle Maryse Perreault Nathalie Lambert Marie-José Martin | Giappone Eiko Shisii Hiromi Takeuchi Tsugumi Watanabe Mariko Kinoshita | Stati Uniti Bonnie Blair Lydia Stephans Wendy Goelz Rebecca Mane Mechelle Fang |

## Medagliere
| Pos.   | Nazione     |    |    |    | Totale |
| ------ | ----------- | -- | -- | -- | ------ |
| 1      | Canada      | 6  | 6  | 5  | 17     |
| 2      | Giappone    | 5  | 4  | 1  | 10     |
| 3      | Stati Uniti | 1  | 0  | 5  | 6      |
| 4      | Regno Unito | 0  | 2  | 0  | 2      |
| 5      | Australia   | 0  | 0  | 1  | 1      |
| 6      | Paesi Bassi | 0  | 0  | 1  | 1      |
| Totale | Totale      | 12 | 12 | 13 | 37     |